# Neorossia caroli
Neorossia caroli är en bläckfiskart som först beskrevs av Louis Joubin 1902.  Neorossia caroli ingår i släktet Neorossia och familjen Sepiolidae. IUCN kategoriserar arten globalt som livskraftig. Inga underarter finns listade i Catalogue of Life.